# Part of Your World
"Part of Your World" é uma música composta por Alan Menken e Howard Ashman para o filme da Disney de 1989 A Pequena Sereia. Foi originalmente gravada por Jodi Benson, responsável pela voz da Ariel. Esta canção tenta expressar o desejo da sereia de poder participar do mundo dos humanos.

## Produção
Acreditando que em um musical é necessário que a heroína em algum momento cante sobre os seus objetivos e o que ela espera alcançar a vida, Ashman escreveu a letra de "Part of Your World" e se refereu a ela como a canção "I Want" do filme. Após analisar a letra de Ashman, os co-diretores Ron Clements e John Musker sugeriram algumas alterações, uma vez que Ashman tinha incluído termos que seriam familiares a uma pessoa que recebe "uma informação [sobre o mundo humano] de uma gaivota". Assim, Ashman substitui algumas partes da letra com mais terminologia off-beat.
Enquanto gravava a canção, Jodi Benson pediu que as luzes do estúdio fossem ajustadas para dar a sensação de que ela estava em baixo d'água.  Ashman estava ao seu lado, dando-lhe sugestões de como melhorar sua performance.
Durante a produção de A Pequena Sereia, "Part of Your World" quase foi cortada do filme, pois não teve um bom desempenho ao ser testada com crianças, que ficaram agitadas durante a cena. Isso fez com que Jeffrey Katzenberg sentisse que a música tornou o filme lento e que precisava ser cortada, uma ideia que foi rejeitada por Ashman, Musker, Clements e Keane.  Musker e Clements citaram uma situação similar com a música "Over the Rainbow" que quase foi cortada de The Wizard of Oz, mas foi mantida por Katzenberg. Ashman e Keane acreditavam que a canção devia permanecer, pois assim o filme teria um final completo. Durante um segundo teste com as crianças, agora com a cena mais colorida e mais desenvolvida, ela se saiu bem e foi mantida.
De acordo com Menken, "Part of Your World" foi uma das canções mais aplaudidas de A Pequena Sereia.

## Composição
Composta por Alan Menken e Howard Ashman, "Part of Your World" é uma balada lenta escrita no estilo de um número do musical da Broadway. Descrita por Ashman como uma canção "I Want", ela descreve o desejo de Ariel de fazer parte do mundo humano. Foi escrita no tom Fá maior, em compasso comum, em um ritmo "moderadamente brilhante", no tom soprano de Benson, com alcance vocal que abrange exatamente uma oitava, a partir das notas musicais de C4 a C5.